# Montigny-sur-Vence
Montigny-sur-Vence ist eine französische Gemeinde mit 220 Einwohnern (Stand: 1. Januar 2022) im Département Ardennes in der Region Grand Est (vor 2016 Champagne-Ardenne). Sie gehört zum Kanton Nouvion-sur-Meuse im Arrondissement Charleville-Mézières. 

## Lage
Die Gemeinde Montigny-sur-Vence liegt an der Vence, etwa 17 Kilometer südlich von Charleville-Mézières. Umgeben wird Montigny-sur-Vence von den Nachbargemeinden Touligny im Norden, Poix-Terron im Osten, Mazerny im Südosten und Osten, Hagnicourt im Südwesten sowie Raillicourt im Westen.
Durch die Gemeinde führt die Autoroute A34.

## Bevölkerungsentwicklung
| Jahr                       | 1962 | 1968 | 1975 | 1982 | 1990 | 1999 | 2006 | 2019 |
| -------------------------- | ---- | ---- | ---- | ---- | ---- | ---- | ---- | ---- |
| Einwohner                  | 173  | 152  | 134  | 117  | 151  | 158  | 208  | 255  |
| Quellen: Cassini und INSEE |      |      |      |      |      |      |      |      |

## Sehenswürdigkeiten
- Kirche Saint-Brice
- Schloss Montigny-sur-Vence aus dem 16./17. Jahrhundert

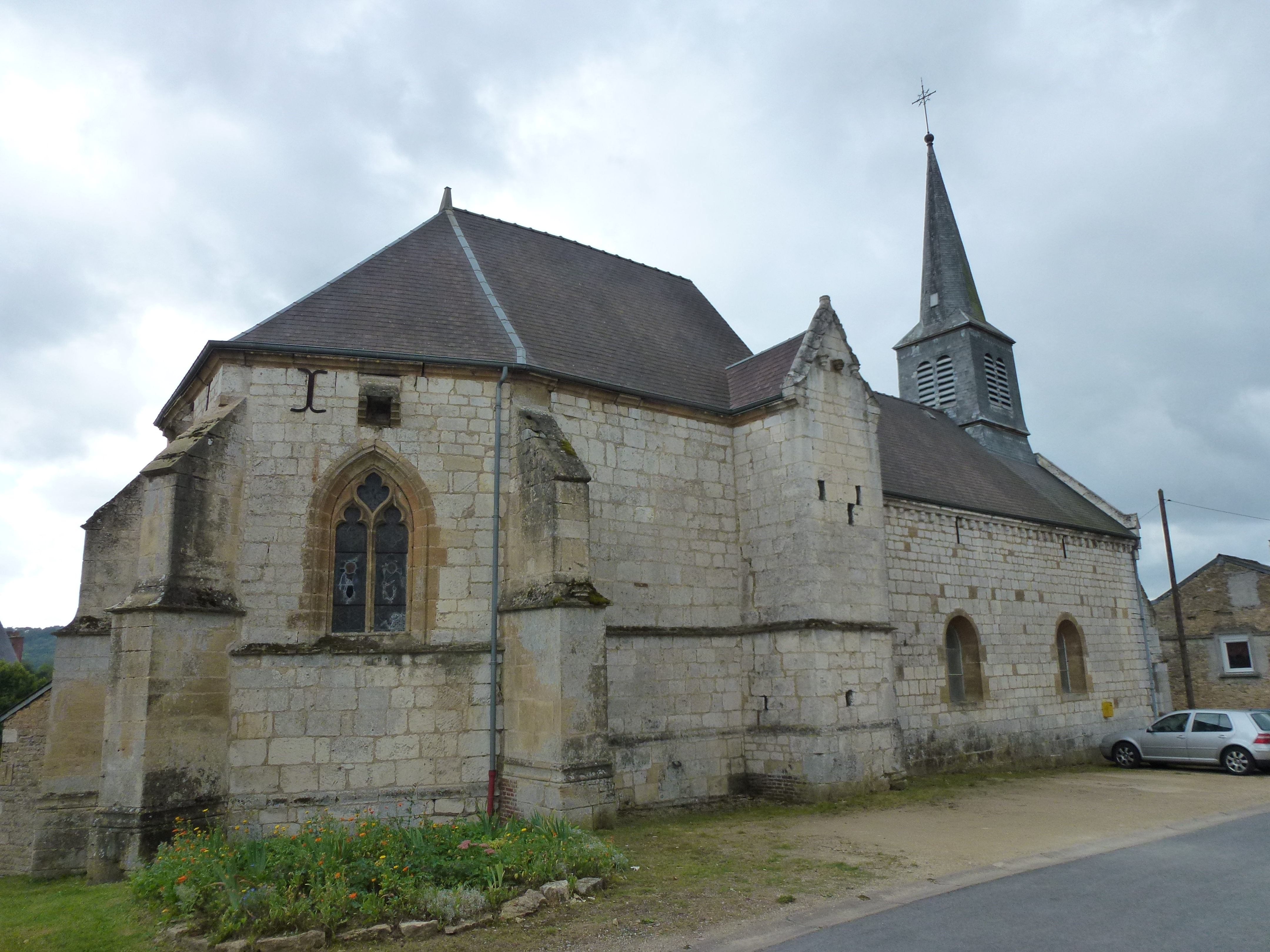
Kirche Saint-Brice